# Lou Taylor Pucci
Lou Taylor Pucci (ur. 27 lipca 1985 w Seaside Heights) – amerykański aktor filmowy i telewizyjny. 
W wieku niespełna dwudziestu lat został laureatem Srebrnego Niedźwiedzia dla najlepszego aktora na 55. MFF w Berlinie oraz nagrody na Sundance Film Festival za rolę w filmie Rodzinka (2005) Mike'a Millsa. Później zagrał w takich filmach, jak m.in.: Horsemen – jeźdźcy Apokalipsy (2009), Debiutanci (2010) i Martwe zło (2013). Wystąpił również w serialu telewizyjnym Ty (2018).